# 서울의 연표
다음은 연도별 서울의 역사이다.

## 삼국시대
- 기원전 18년 - 서울의 동부에 백제의 수도인 위례성이 세워졌다.
- 475년 - 고구려의 장수왕이 이곳을 점령한 후 하남위례성에 한산군(漢山郡)을, 한강 이북에는 남평양(南平壤)을 설치하였다.
- 551년 - 백제는 신라와 동맹을 맺고 고구려에게서 서울과 한강 하류지역을 탈환했다.
- 553년 - 백제가 나제동맹을 깬 신라에게 공격당하여, 서울 지역을 빼앗겼다. 이후, 신라는 옛 위례성 인근에 한강 유역을 관할하는 한산주의 치소(治所)를 설치하였다.

## 통일신라·고려
- 685년 - 삼국통일 후 서울의 한강 이북지역은 한산주가 관할하는 북한산군(北漢山郡)이 되었다.
- 757년 - 한산주를 한주(漢州)로, 북한산군을 한양군(漢陽郡)으로 개칭하였다.
- 918년 (고려 태조 1년) - 한양군을 양주(楊州)로 개칭하였다.
- 940년 (고려 태조 23년) - 한주를 광주(廣州)로 개칭하였다.
- 1067년 (고려 문종 21년) - 양주가 남경(南京)으로 승격되었다.
- 1308년 - 남경을 한양부로 개편하였다.
- 1356년(공민왕 5년) - 한양부를 다시 남경으로 개칭하였다.

## 조선·대한제국
- 1394년 10월 - 개경에서 조선을 건국한 태조가 한양으로 천도했다. 당시 한양으로 도읍을 정한 데에는 풍수사상이 중요한 역할을 했다.
- 1395년 - 한성부로 개칭하고 5부(部) 52방(坊)의 행정 구역을 확정했다. 한성부의 지리적 범위는 사대문 안 도성과 도성 밖 10리(약 4 km)까지의 성저십리(城底十里)로 구성되었다.
- 1398년 - 숭례문 완공.
- 1404년 - 경복궁 준공.
- 이후 임진왜란, 병자호란 등의 전란을 거치며, 도시의 대부분이 파괴되었고 후에 서서히 재건되었다.
- 1894년 - 갑오개혁 때 5부제를 5서제(署制)로 고치고, 47방 288계 775동이 되었다.
- 1899년 - 서대문~청량리 단선전차를 개통하였다.
- 1900년 - 한강 가교가 준공되었다.
- 1902년 - 한성전화소가 서울시내전화교환업무를 시작하였다.
- 1908년 - 전차선로 가설을 위해 성곽의 일부가 일본군에 의해 철거되었다. 이후 일제강점기를 거치며 도성의 성문이나 성벽 일부를 훼손하고 신작로나 철로를 개설하는 등, 조선 개국 이후로 존재했던 서울의 역사성과 공간구조가 훼손되었다.

## 일제강점기
- 1910년 - 국권을 침탈한 일본 제국은 한성부를 경성부로 개칭하고 경기도에 예속시켜 지위를 격하시켰다.
- 1911년 - 경성부의 하부기관을 5부 8면으로 구분하여 성 안은 동·서·남·북·중의 5부로, 성 밖은 용산·서강·숭신·두모·인창·은평·연희·한지의 8개 면으로 구분하였다.
- 1914년 - 면(面) 제도를 폐지하고 부제(府制)를 실시하면서 용산·숭신·인창·한지·두모면의 일부를 경성부에 편입시키고, 명칭은 정(町)으로 바꾸었다.
- 1936년 - 고양군·시흥군·김포군의 일부 면들이 편입되어 행정구역이 133.94km2로 확장되었다.
- 1943년 - 구제를 실시하여, 중구·종로구·동대문구·성동구·서대문구·용산구·영등포구등 7개 구로 나누었다.

## 현대
- 1945년 - 광복과 함께 경성부는 서울시로 개칭되었다.
- 1946년
  - 8월 28일 - 경기도에서 분리하여 서울특별자유시로 승격하였다.[1]
- 1949년
  - 8월 15일 - 서울특별시로 개칭되었으며, 고양군 뚝도면·숭인면·은평면과 시흥군 도림리·구로리·번대방리 등이 편입되어 시역이 268.35 km2로 확장되었다.
- 1950년
  - 6월 28일 - 한국 전쟁으로 인해 조선민주주의인민공화국이 처음으로 점령, 임시 수도로 삼았다.
  - 9월 28일 - 서울 수복 전투를 통해 대한민국군과 유엔군이 수복하였다.
- 1951년
  - 1월 4일 - 1.4 후퇴 때 조선민주주의인민공화국에 다시 서울을 내주고 폐허가 되었다.
  - 3월 14일 - 서울 수복 전투를 통해 대한민국이 다시 서울을 수복하였다.
- 1962년
  - 서울특별시행정에 관한 특별조치법이 제정되어 국무총리 직속기구가 되었고, 시장의 행정적 지위도 장관급으로 격상되었다.
  - 광주군·양주군·시흥군·김포군·부천군의 7면 54리를 편입하고 시역을 대규모로 확장하여 593.75 km2가 되었다. 이 때 이른바 강남 등 서울의 한강 이남 지역이 대거 편입되었고,[2] 한강 이북에서는 동북부의 도봉구, 노원구, 중랑구 일대가 편입되었다.
- 1973년 - 도봉구와 관악구가 신설되어 11개구가 되었고, 605.33 km2로 시역이 확장되었다.
- 1975년 - 강남구가 신설되었다.
- 1977년 - 강서구가 분리 신설되었다.
- 1979년 - 은평구, 강동구가 분리 신설되었다.
- 1980년 - 동작구, 구로구가 분리 신설되었다.
- 1988년
  - 1988년 하계 올림픽을 개최하였다.
  - 중랑구, 노원구, 양천구, 서초구, 송파구가 분리 신설되었다.
- 1995년
  - 강북구, 광진구, 금천구가 신설되고 광명시의 일부 지역이 금천구로 편입되었다
- 2002년 - 2002년 FIFA 월드컵을 개최하였다.
- 2010년 - 2010년 G20 정상회의를 개최하였다.

## 같이 보기
- 서울의 역사

틀:서울특별시의 역사